# Simfonia núm. 2 (Gerhard)

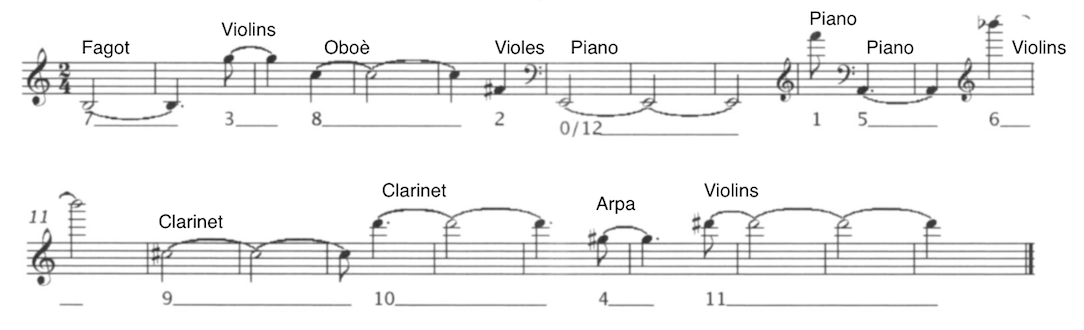
Figura 1. Aquí podem veure les notes de la sèrie dodecafònica que Gerhard introdueix al principi de la simfonia, amb els instruments que intervenen i la duració (en corxeres) de cada nota dins la serie.

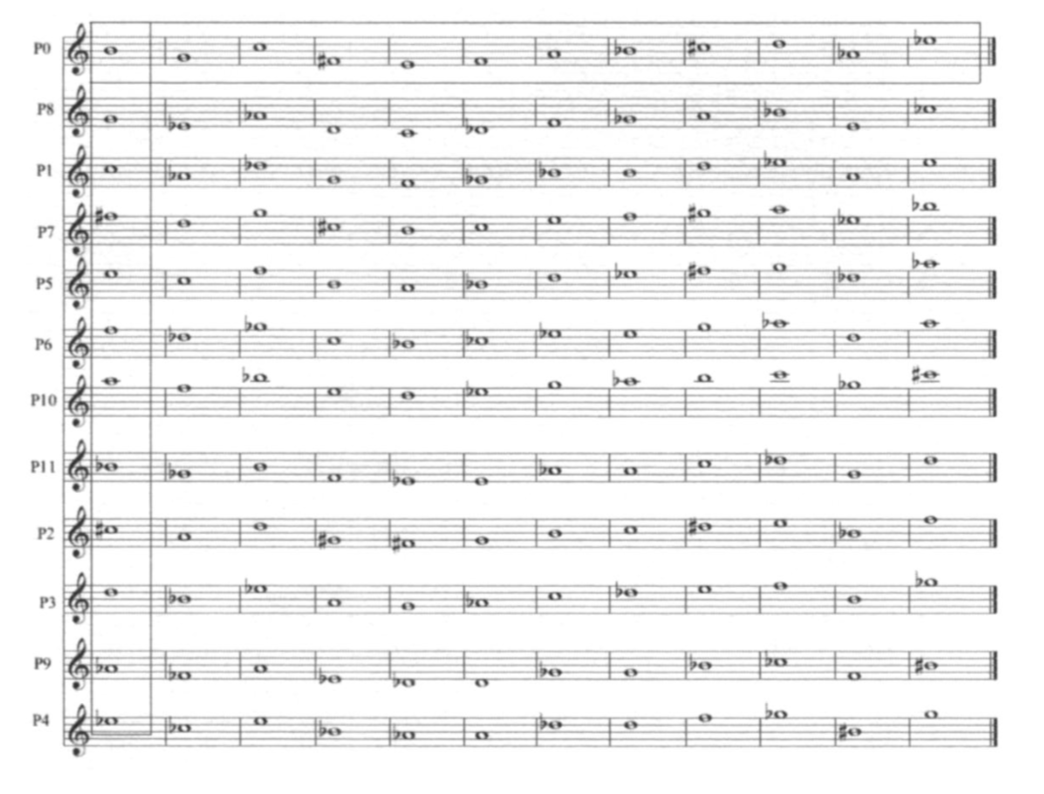
Figura 2. En aquesta imatge podem veure l'organització que crea Gerhard de les transposicions, referents a la sèrie dodecafònica, que apareixen al llarg de l'obra.

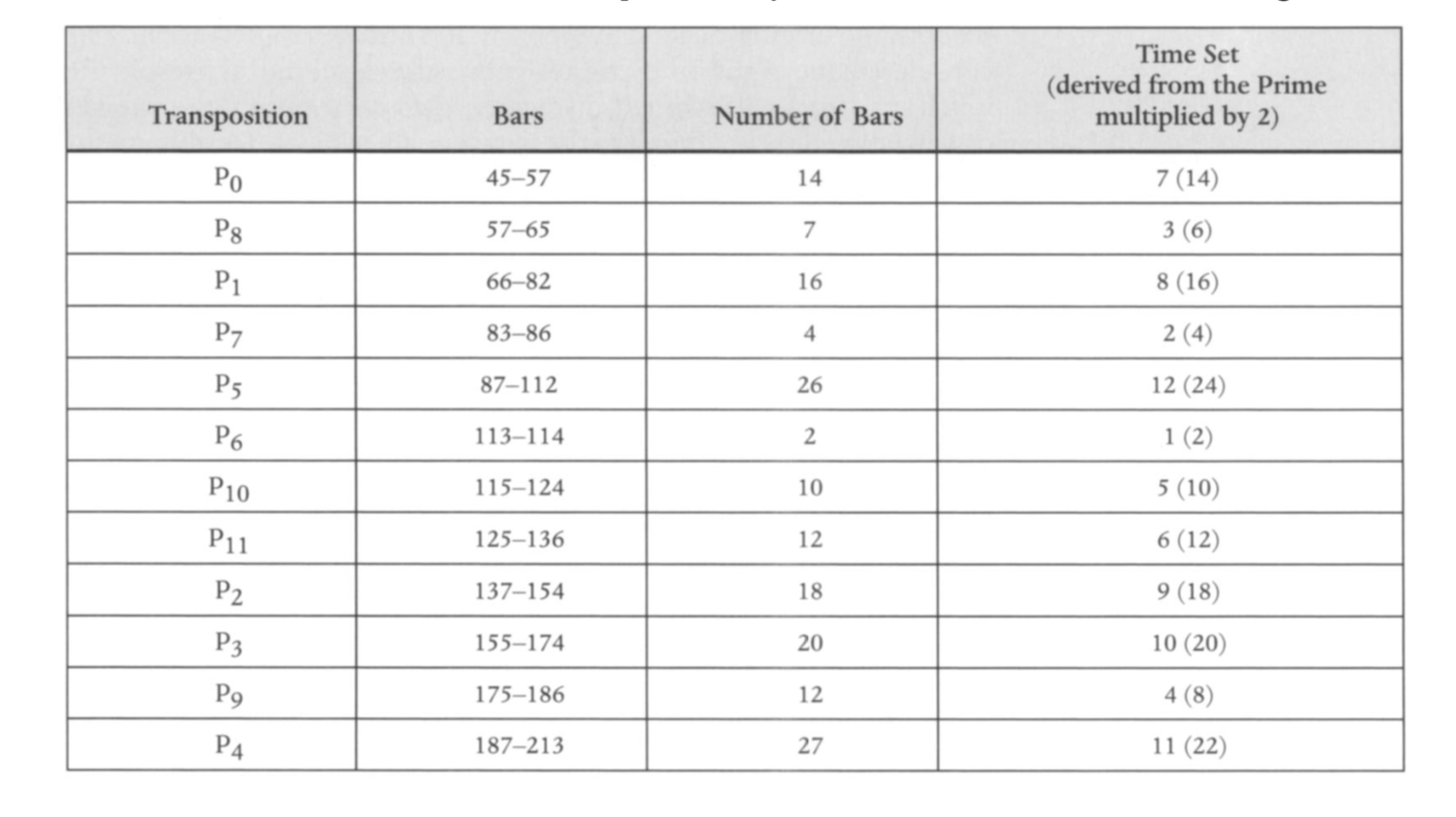
Figura 3. En aquesta imatge podem observar l'aparició de les transposicions de la sèrie al llarg de la simfonia

La Simfonia núm. 2 és una simfonia escrita pel compositor català Robert Gerhard entre els anys 1957 i 1959, encarregada per la BBC i dedicada a la memòria del mecenes català Rafael Patxot i Jubert. Es va interpretar per primera vegada el 28 d'octubre de 1959 al Royal Festival Hall amb l'Orquestra Simfònica de la BBC sota la direcció de Rudolf Schwarz. Posteriorment, l'any 1967, Gerhard va revisar la simfonia i va posar-li el nom de Metamorfosi. El 1997 la mateixa Orquestra Simfònica de la BBC, sota la direcció de Matthias Bamert, la va enregistrar per primer cop.

## Context
Abans de compondre la simfonia, Robert Gerhard havia escrit música escènica, com ara el ballet Pandora o l'òpera The Duenna, música instrumental, Nonet, i música orquestral, com el Concert per a violí  o la Simfonia núm. 1, obres en les quals el compositor intentava reunir musicalment la tradició musical catalana i els nous corrents musicals centreeuropeus influïts per la figura del seu mestre Arnold Schönberg.

## Moviments
La Simfonia núm. 2 compta amb un sol moviment, organitzat en dues parts: 
1. Poco sostenuto - Alegro assai (13')
2. Lento - Comodamente - Molto vivace (18')

## Instrumentació
| Vent fusta                                                                                              | Vent metall                                   | Altres instruments de vent | Percussió | Corda                                                                 | Corda percutida |
| --- | --------------------------------------------- | -------------------------- | --- | --------------------------------------------------------------------- | --------------- |
| - 2 piccolos - 2 flautes - 3 oboes - Corn anglès - 2 clarinets - Clarinet baix - 3 fagots - Contrafagot | - 4 trompes - 4 trompetes - 4 trombons - Tuba | - Acordió                  | - Timbales - Marimba - Vibràfon - Xilòfon - Glockenspiel - Plats - 3 plats suspesos - Pandereta - Claves - Castanyoles - Bombo - Tambor - Tam-Tam - 3 tom-toms - 7 blocs de fusta - 5 caixes xineses - Timbals (Pailas) - Cascavells | - Arpa - Violins primers - Violins segons - Violoncels - Contrabaixos | - Piano         |